# Stokova morska kača
Stokova morska kača (znanstveno ime Astrotia stokesii) je velika morska kača, edina v svojem rodu, ki je razširjena v tropskih vodah Indijskega in Tihega oceana.

## Opis
Stokova morska kača je ena najtežjih morskih kač, ki ima najdaljše strupnike od vseh morskih kač. Za razliko od ostalih morskih kač ima ta vrsta strupnike tako dolge, da lahko z njimi prebode celo potapljaško obleko. Srednje trebušne luske ima podaljšane tako, da tvorijo nekakšen gredelj vzdolž trebuha. Barva posameznih osebkov lahko zelo variira. Tako se v naravi pojavljajo barvne različice od kremne, rjave, pa vse do črne. Pogosto imajo odrasle kače prečne črne proge  .
Odrasli primerki lahko zrastejo do okoli 160 cm.
Stokova morska kača je izjemno strupena in agresivna vrsta, kljub temu pa doslej ni zabeleženih smrtnih žrtev, ki bi bile posledica njenega ugriza
Te kače so živorodne, samica pa porodi do pet mladih kač vsako sezono. Te kače se v času selitev združujejo v skupine po več tisoč osebkov.

## Razširjenost
A. stokesii živi v vodah Pakistana, Šri Lanke ter Južnokitajskega morja ter v tropskih vodah Avstralije.